# Gramme
Pour les articles homonymes, voir Gramme (homonymie).
 (août 2013).
Si vous disposez d'ouvrages ou d'articles de référence ou si vous connaissez des sites web de qualité traitant du thème abordé ici, merci de compléter l'article en donnant les références utiles à sa vérifiabilité et en les liant à la section « Notes et références ».
Le gramme est une unité de masse du système CGS et une unité dérivée du Système international dont l'unité de masse est le kilogramme.
Le symbole du gramme est g (sans point, sauf si le symbole se trouve en fin de phrase).

## Étymologie
Le gramme, emprunté au grec ancien γράμμα / grámma par une fausse étymologie, valait 1/24e de l'once.

## Définition
Le gramme a pour origine le gravet, unité de poids créée par la Convention nationale, par décret du 1er août 1793, et défini comme le « poids d'un volume d'eau égal au cube de la centième partie du mètre », égal à 1⁄1000 grave.
Il représentait 1 cm3 d'eau distillée à densité maximale, soit 4 °C.
Le 7 avril 1795 apparaît le kilogramme, multiple du gramme (1 kg = 1 000 g).
La loi du 10 décembre 1799 définit le kilogramme par un cylindre en platine « matérialisant » la masse du décimètre cube d'eau à 4 °C.
En 1889, à la première Conférence générale des poids et mesures (CGPM) le kilogramme-étalon (ainsi que le mètre-étalon) sont déposés au pavillon de Breteuil à Sèvres, près de Paris, France. Il est constitué d'un cylindre en platine iridié de hauteur égale au diamètre (39 mm).

## Problème du kilogramme-étalon
L'artefact adopté lors de la première Conférence générale des poids et mesures de 1889 pose un souci : son inconstance.
L'étalon a en effet perdu « de l'ordre de 50 microgrammes en une centaine d'années par rapport à ses six clones ».
Des propositions de substitutions sont à l'étude (cf. kilogramme).

## Multiples et sous-multiples
- 1 quettagramme (Qg) = 1030 g (= 1 Yt)
- 1 ronnagramme (Rg) = 1027 g (= 1 Zt)
- 1 yottagramme (Yg) = 1024 g (= 1 Et)
- 1 zettagramme (Zg) = 1021 g (= 1 Pt)
- 1 exagramme (Eg) = 1018 g (= 1 Tt)
- 1 pétagramme (Pg) = 1015 g (= 1 Gt)
- 1 téragramme (Tg) = 1012 g (= 1 Mt)
- 1 gigagramme (Gg) = 109 g (= 1 kt)
- 1 mégagramme (Mg) = 106 g (= 1 t)
- 1 kilogramme (kg) = 103 g
- 1 hectogramme (hg) = 102 g
- 1 décagramme (dag) = 10 g
- 1 gramme (g) = 1 g
- 1 décigramme (dg) = 10−1 g
- 1 centigramme (cg) = 10−2 g
- 1 milligramme (mg) = 10−3 g
- 1 microgramme (µg) ou gamma (symbole : γ) = 10–6 g
- 1 nanogramme (ng) = 10–9 g
- 1 picogramme (pg) = 10−12 g
- 1 femtogramme (fg) = 10−15 g
- 1 attogramme (ag) = 10−18 g
- 1 zeptogramme (zg) = 10−21 g
- 1 yoctogramme (yg) = 10−24 g
- 1 rontogramme (rg) = 10−27 g
- 1 quectogramme (qg) = 10−30 g

## Anciens multiples et sous-multiples
- Myriagramme (mag) : 10 000 g
- Myriogramme (mog) : 0,0001 g

## Ordre de grandeur
Les masses suivantes sont des ordres de grandeur :
- un litre d'air à TPN : 1,3 g
- une pièce d'un centime d'euro : 2,3 g
- une pièce d'un euro : 7,5 g
- une feuille de papier A4 de 90 g/m2 : 5,6 g

## Équivalences
Par rapport aux unités de masse anglo-saxonnes traditionnelles :
- 1 grain = 0,064 798 91 g
- 1 once = 28,349 523 125 g
- 1 once troy = 31,103 476 8 g